# Blitum nuttallianum
Blitum nuttallianum är en amarantväxtart som beskrevs av Schult.. Blitum nuttallianum ingår i släktet Blitum och familjen amarantväxter. Inga underarter finns listade i Catalogue of Life.

## Bildgalleri

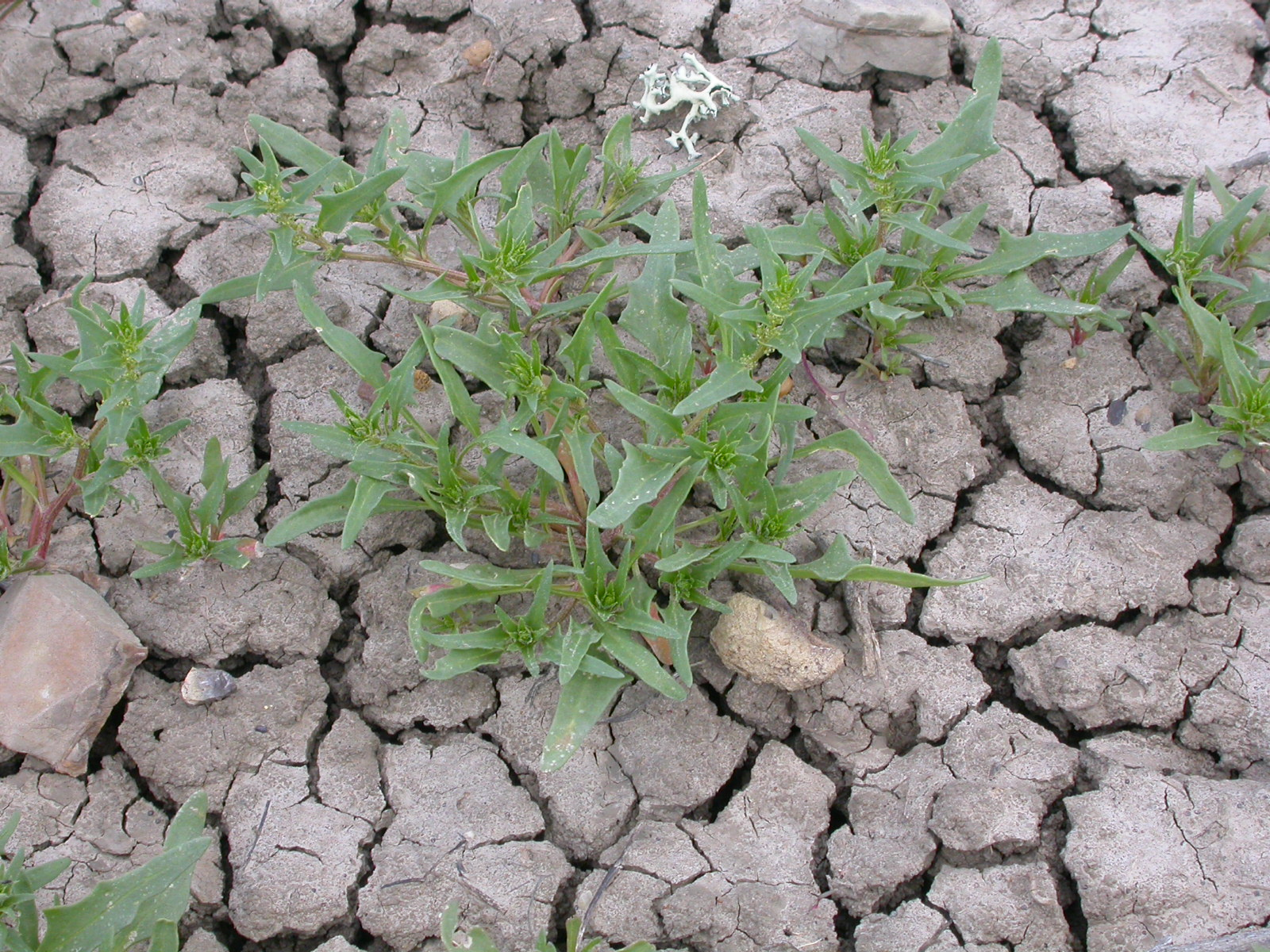
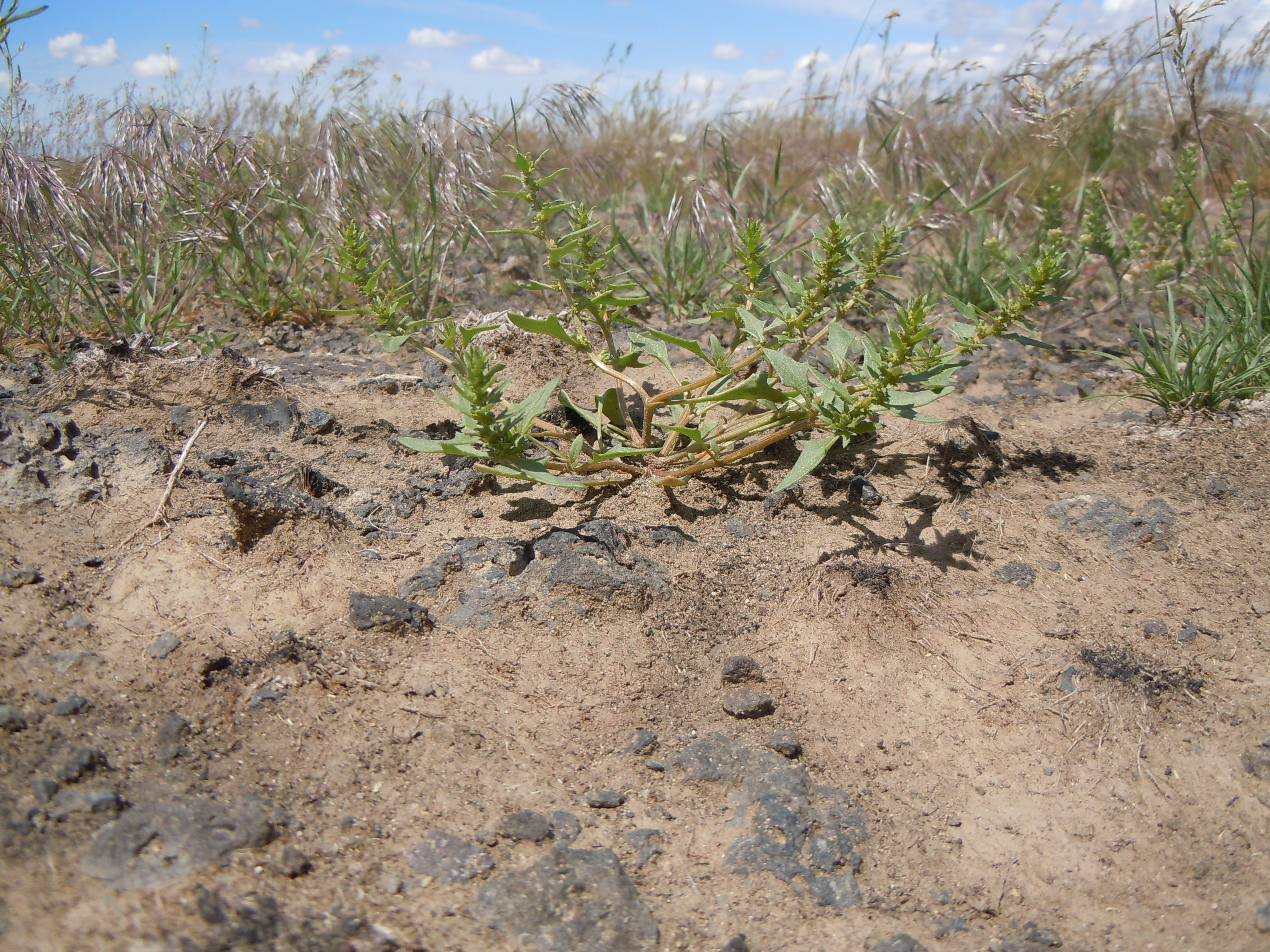
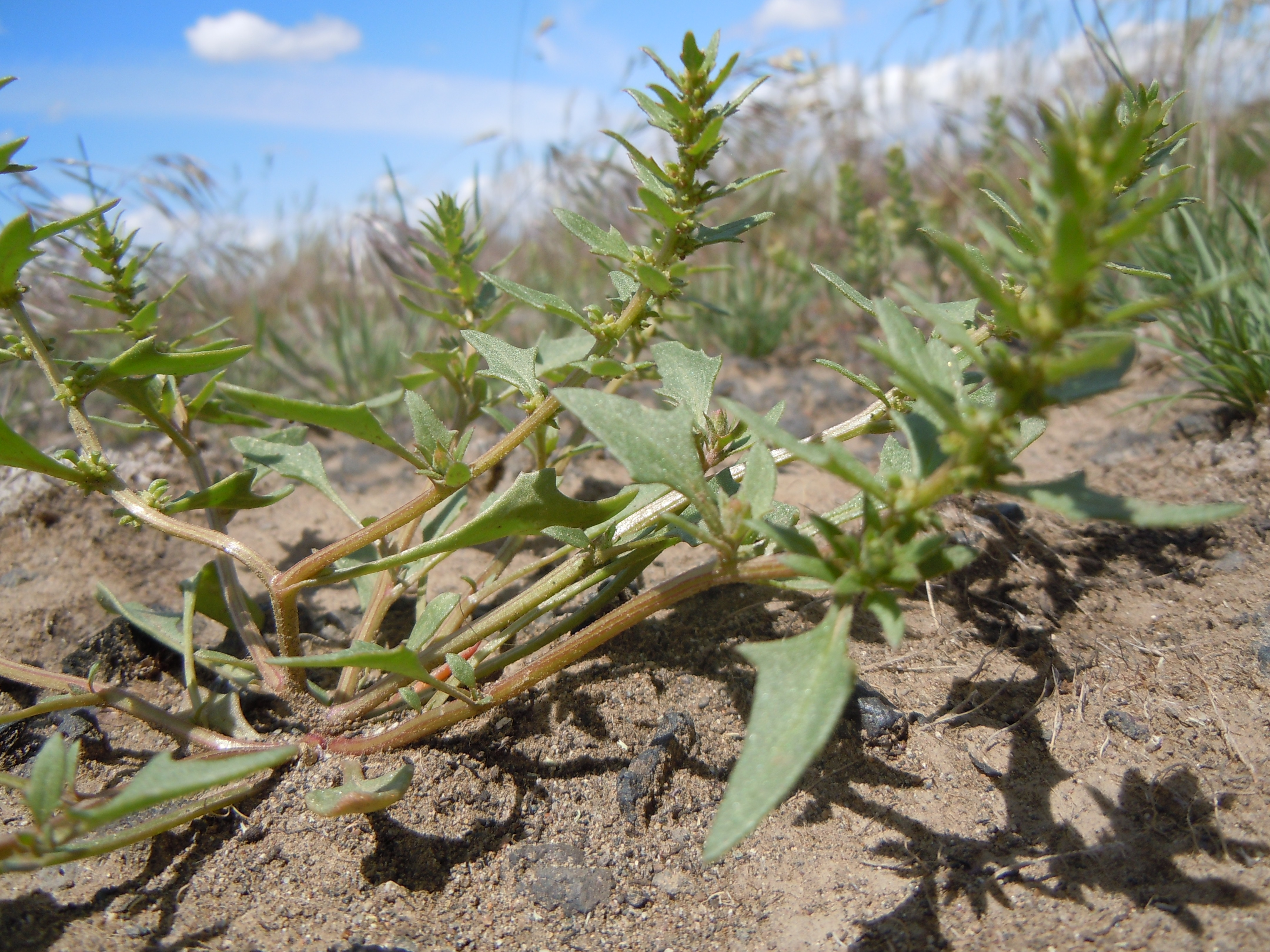
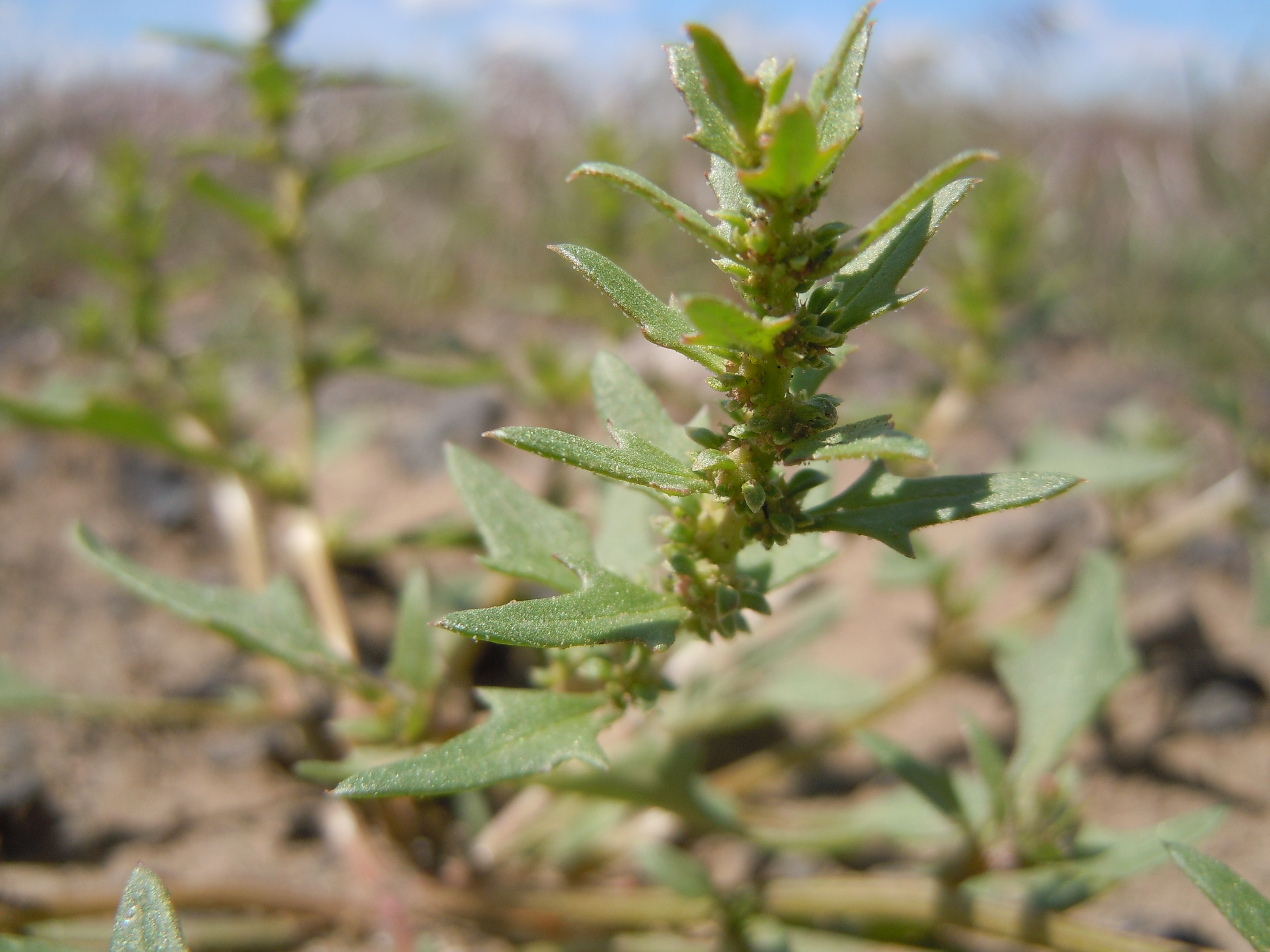
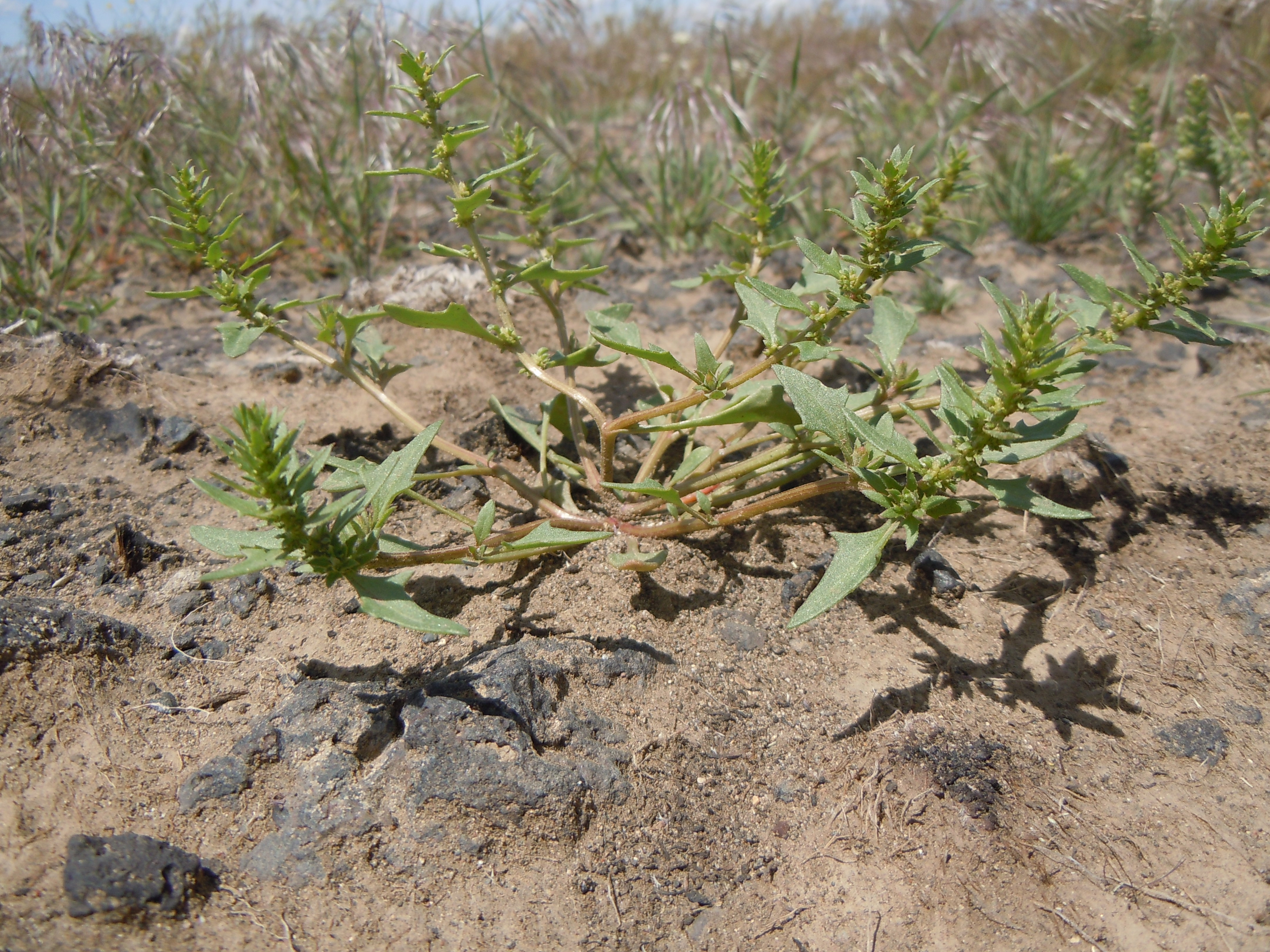
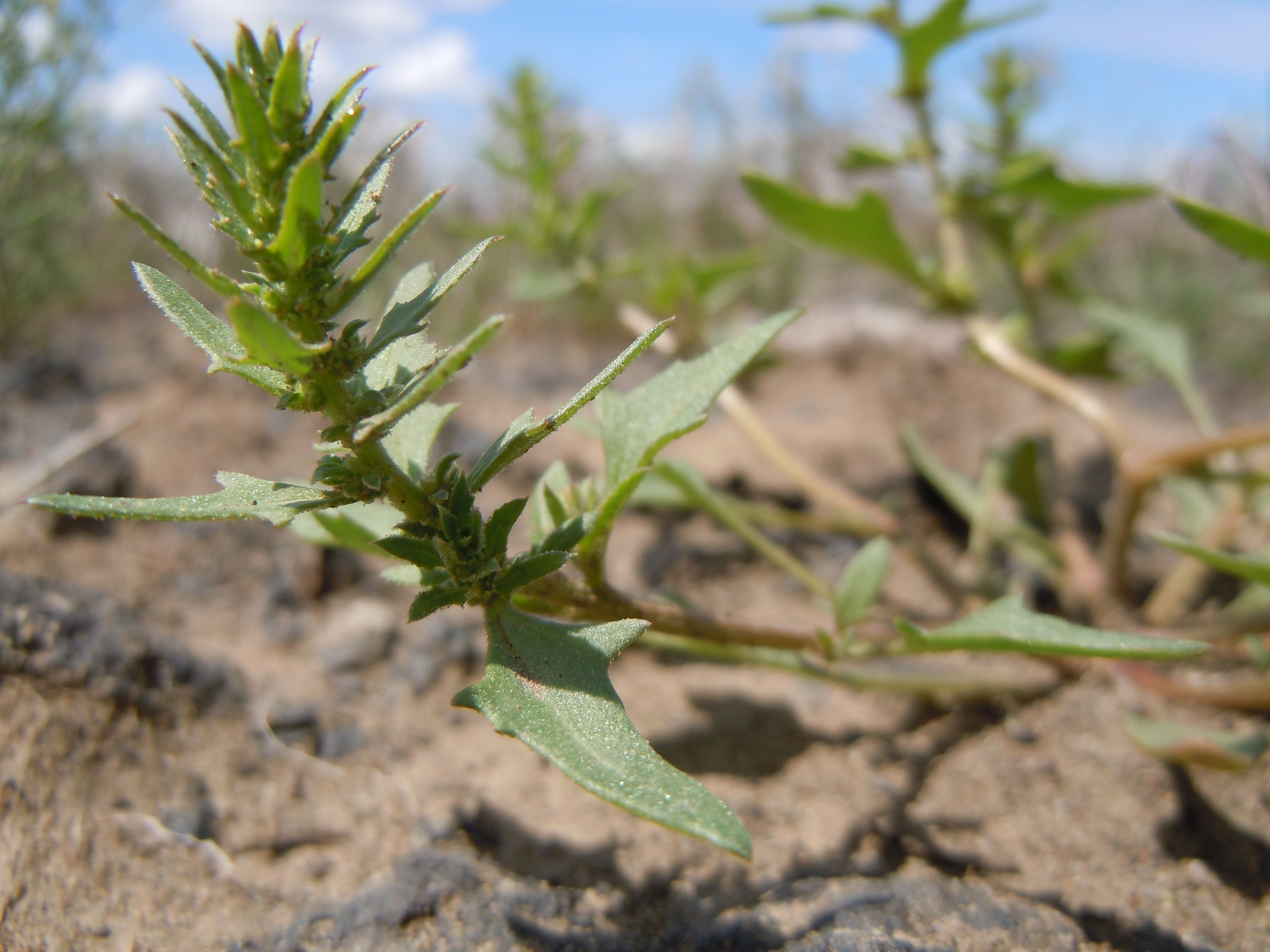